# Biskup
Biskup ist ein polnischer, slowakischer und tschechischer Familienname mit der Bedeutung „Bischof“.

## Namensträger
- Daniel Biskup (* 1962), deutscher Fotojournalist und Dokumentarfotograf
- George Joseph Biskup (1911–1979), US-amerikanischer Geistlicher, Erzbischof von Indianapolis
- Joachim Biskup (* 1947), deutscher Informatiker
- Manfred Biskup (1936–2010), österreichischer Dramaturg
- Marian Biskup (1922–2012), polnischer Historiker
- Mateusz Biskup (* 1994), polnischer Ruderer
- Reinhold Biskup (* 1934), deutscher Wirtschaftswissenschaftler
- Saskia Biskup (* 1971), deutsche Humangenetikerin
- Tim Biskup (* 1967), US-amerikanischer Künstler
- Werner Biskup (1942–2014), deutscher Fußballspieler und -trainer